# Tandtuss
Tandtuss (Tortula lanceola) är en bladmossart som beskrevs av Richard Henry Zander 1993. Tandtuss ingår i släktet tussmossor, och familjen Pottiaceae. Arten är reproducerande i Sverige. Inga underarter finns listade i Catalogue of Life.

## Bildgalleri

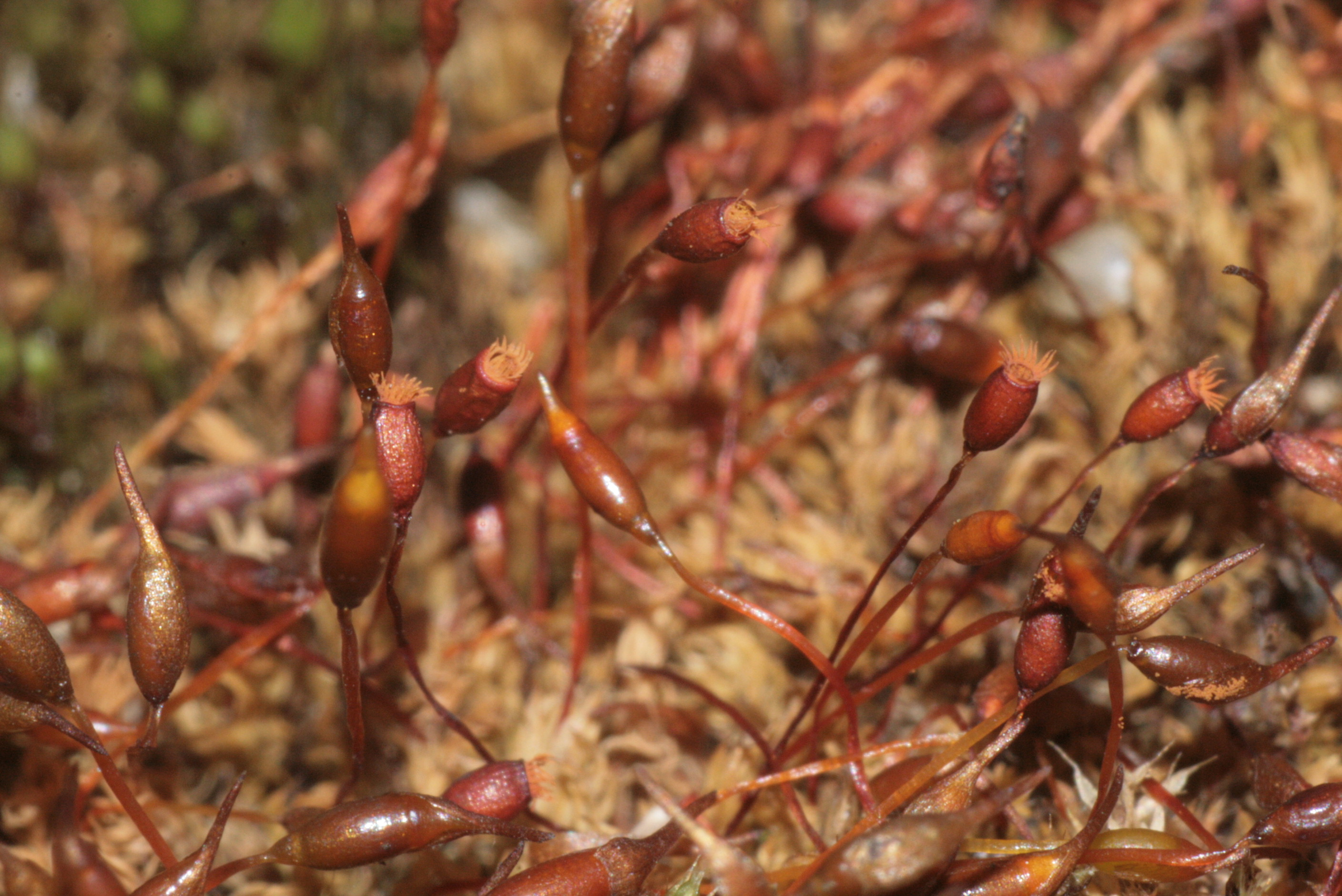
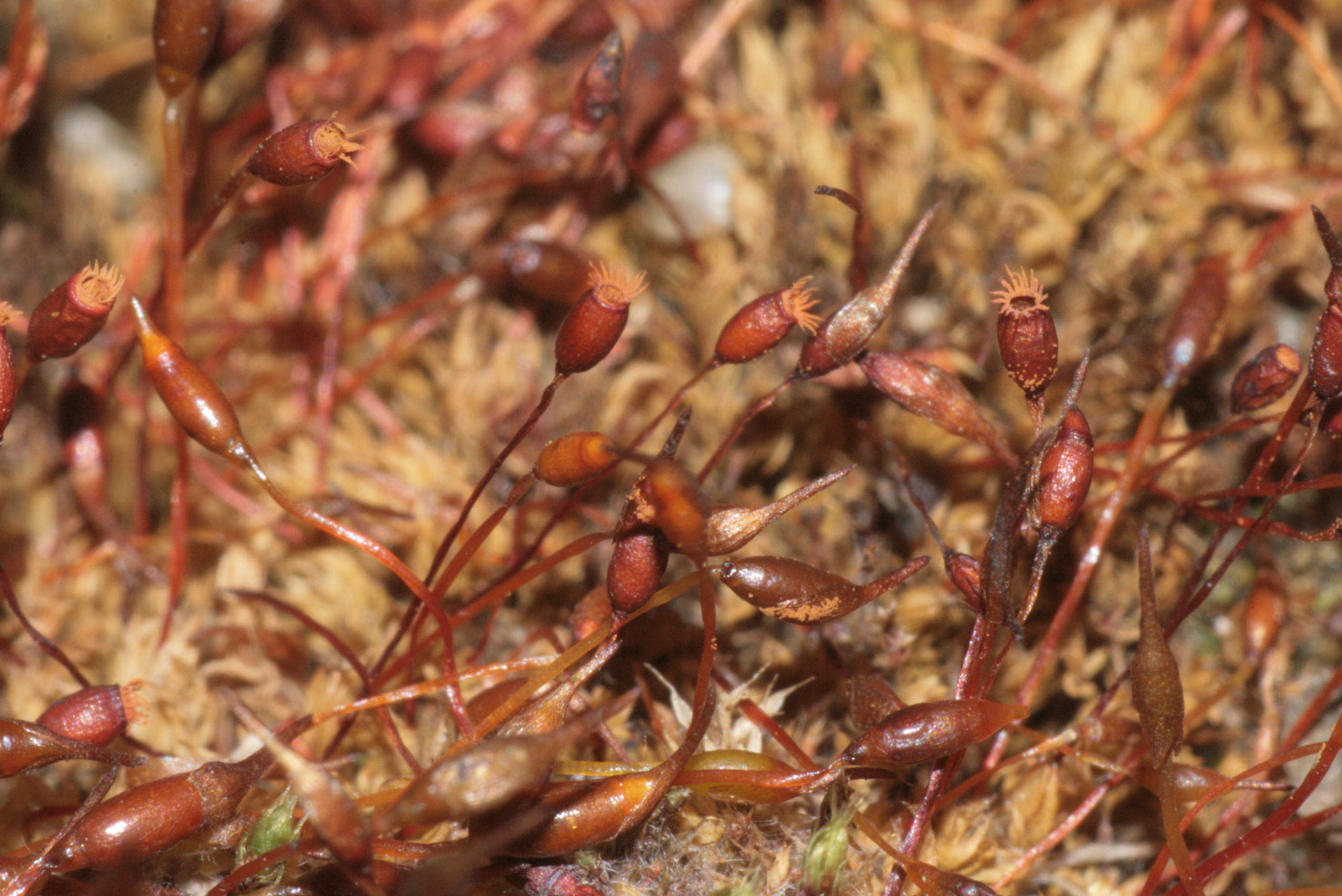
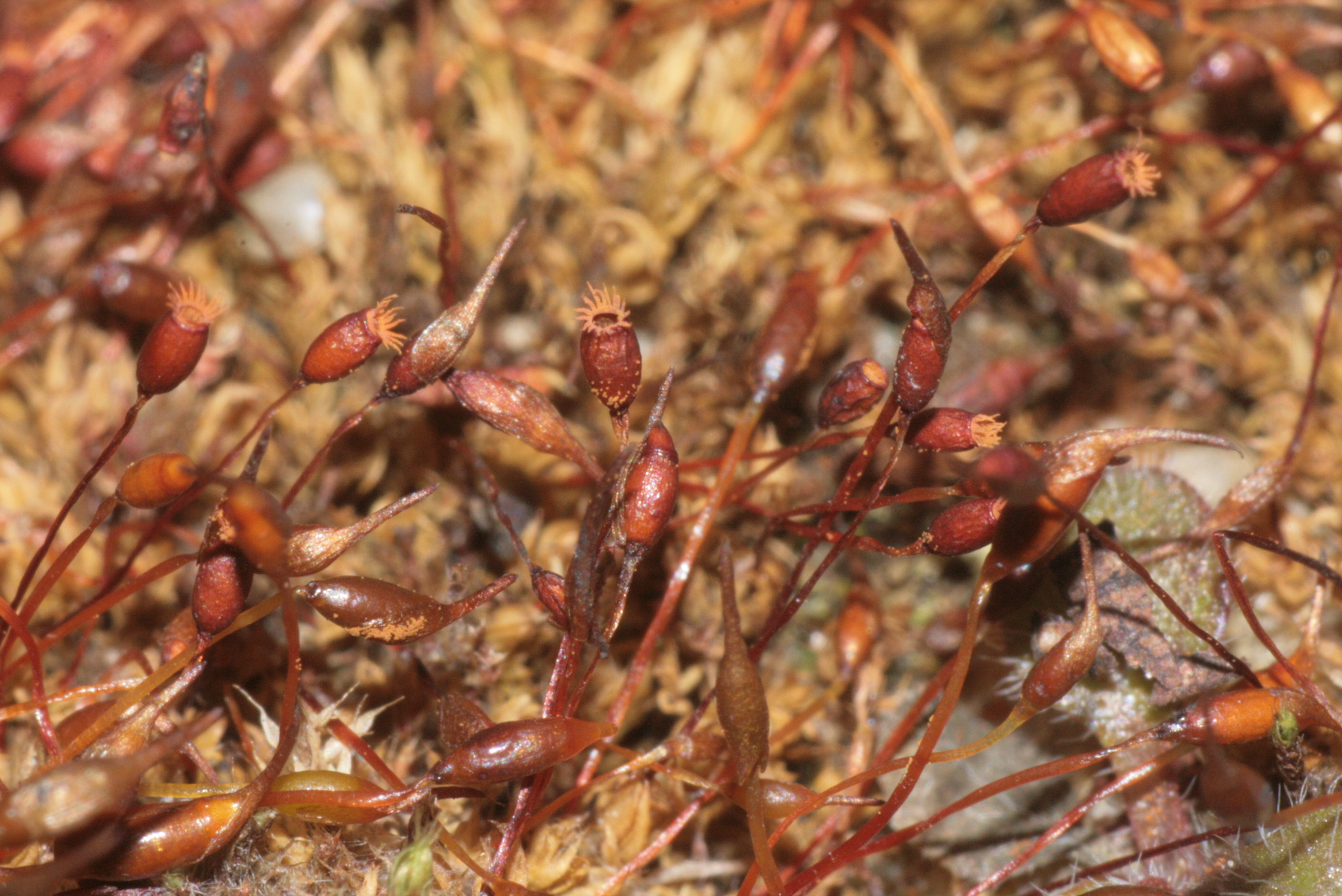
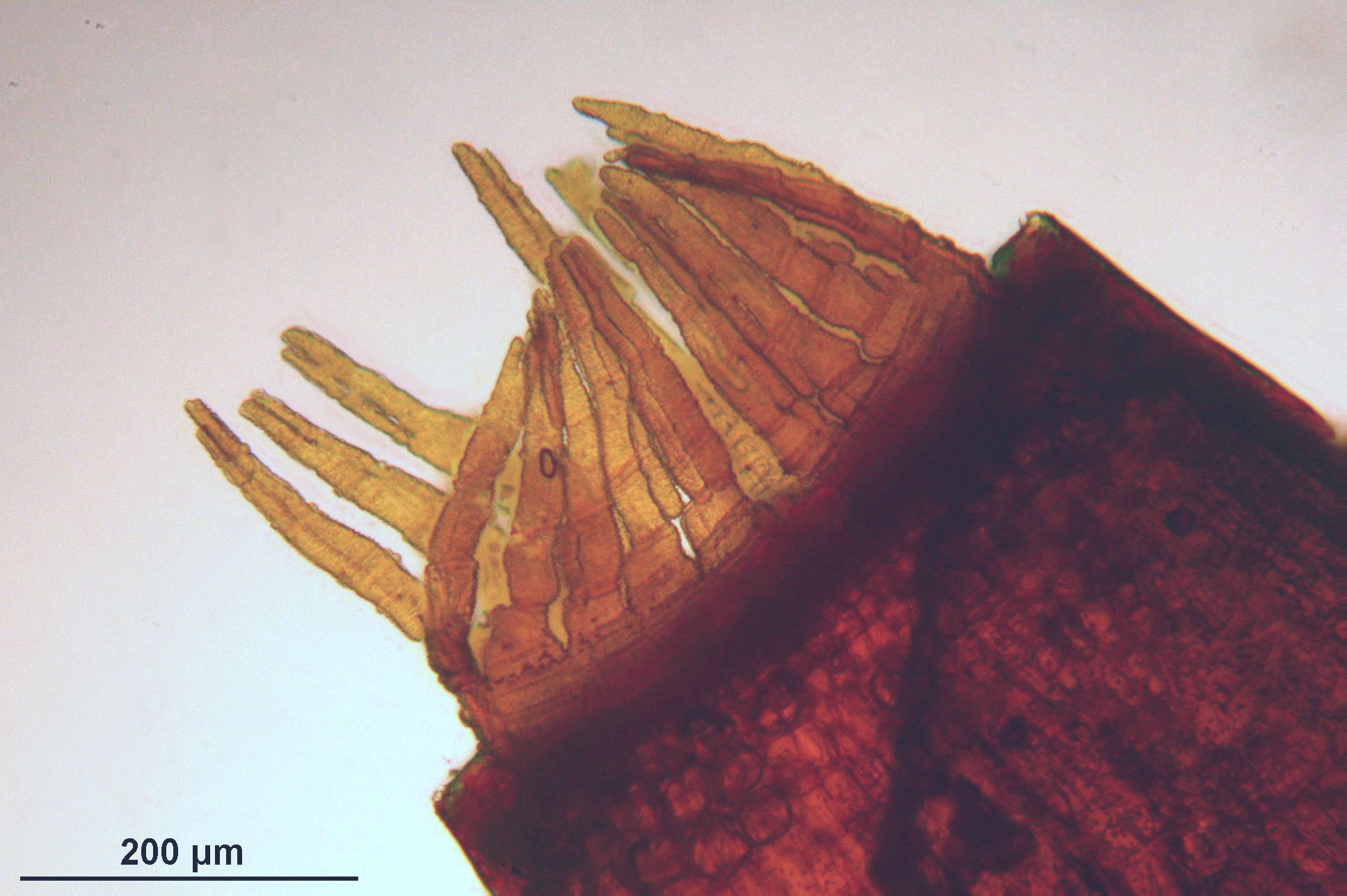
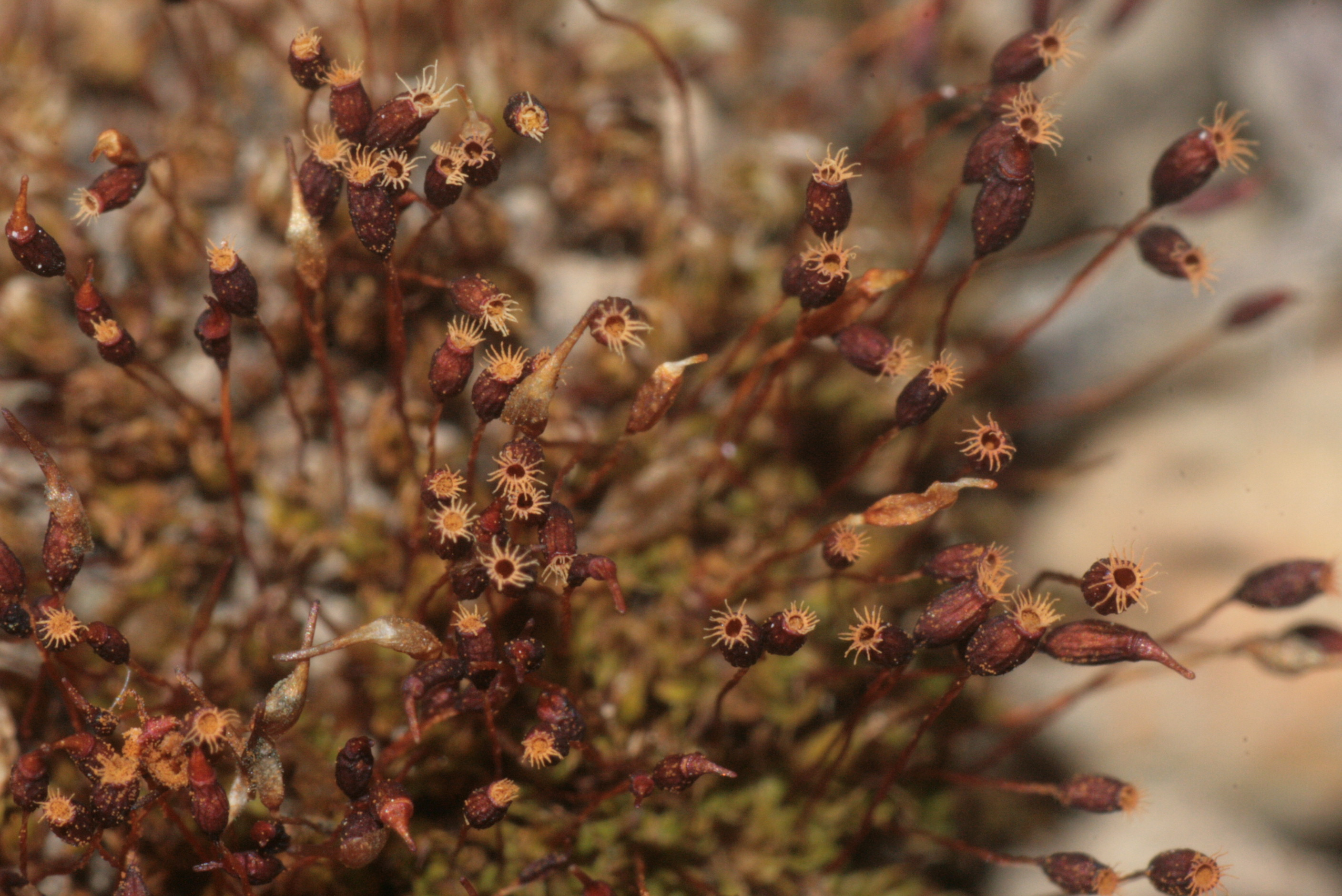
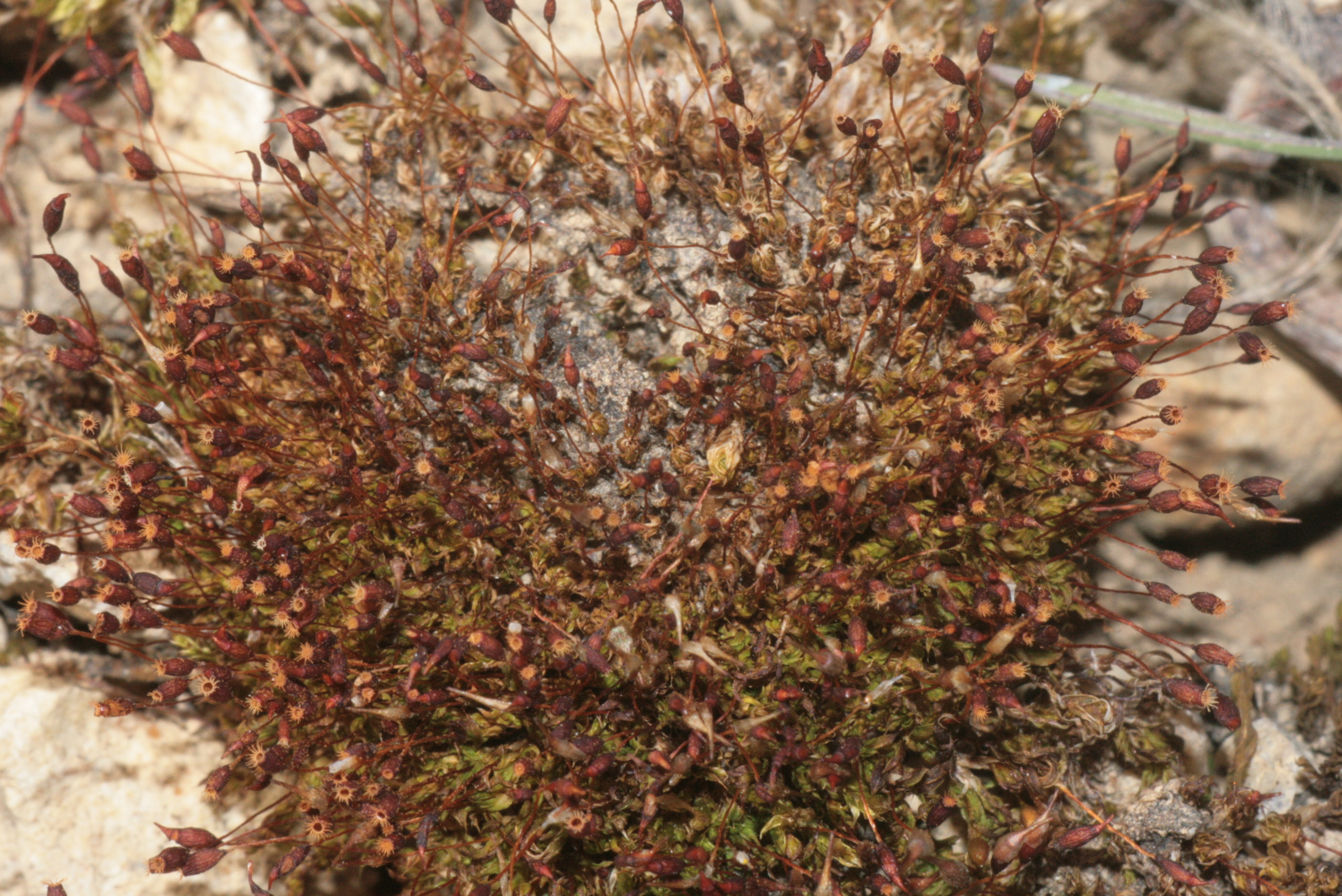